# ایستگاه خیابان بیست و دوم (اسکای‌ترین)
ایستگاه خیابان بیست و دوم (انگلیسی: 22nd Street station) یک ایستگاه مرتفع در خط اکسپو (اسکای‌ترین) سیستم اسکای‌ترین مترو ونکوور است و در خیابان هفتم و خیابان ۲۲ در محله کانات هایتس نیو وست مینستر، بریتیش کلمبیا، کانادا واقع شده‌است. به دلیل نزدیکی به تقاطع کوئینزبورو، جایی که پل کوئینزبورو با استوارسون و مارین وییز متصل می‌شوند، این ایستگاه به عنوان مرکزی برای مسیرهای اتوبوس منطقه ای عمل می‌کند.